# Héninel
Héninel est une commune française située dans le département du Pas-de-Calais en région Hauts-de-France. Ses habitants sont appelés les Héninellois.
La commune fait partie de la communauté urbaine d'Arras qui regroupe 46 communes et compte 109 776 habitants en 2021.

## Géographie

### Localisation
Localisée dans le sud-est du département du Pas-de-Calais, Héninel est une commune drainée par le Cojeul et située, à vol d'oiseau, à 8 km au sud-est de la commune d’Arras (chef-lieu d'arrondissement et préfecture du Pas-de-Calais).
Le territoire de la commune est limitrophe de ceux de six communes.
Les communes limitrophes sont  Chérisy, Croisilles, Fontaine-lès-Croisilles, Guémappe, Saint-Martin-sur-Cojeul et Wancourt.

### Géologie et relief
La superficie de la commune est de 5,32 km2 ; son altitude varie de 58  à   108 m.

### Hydrographie
Le territoire de la commune est situé dans le bassin Artois-Picardie.
La commune est traversée par le Cojeul, cours d'eau de 25 km, qui prend sa source dans la commune de Douchy-lès-Ayette et se jette dans la Sensée au niveau de la commune d'Éterpigny.

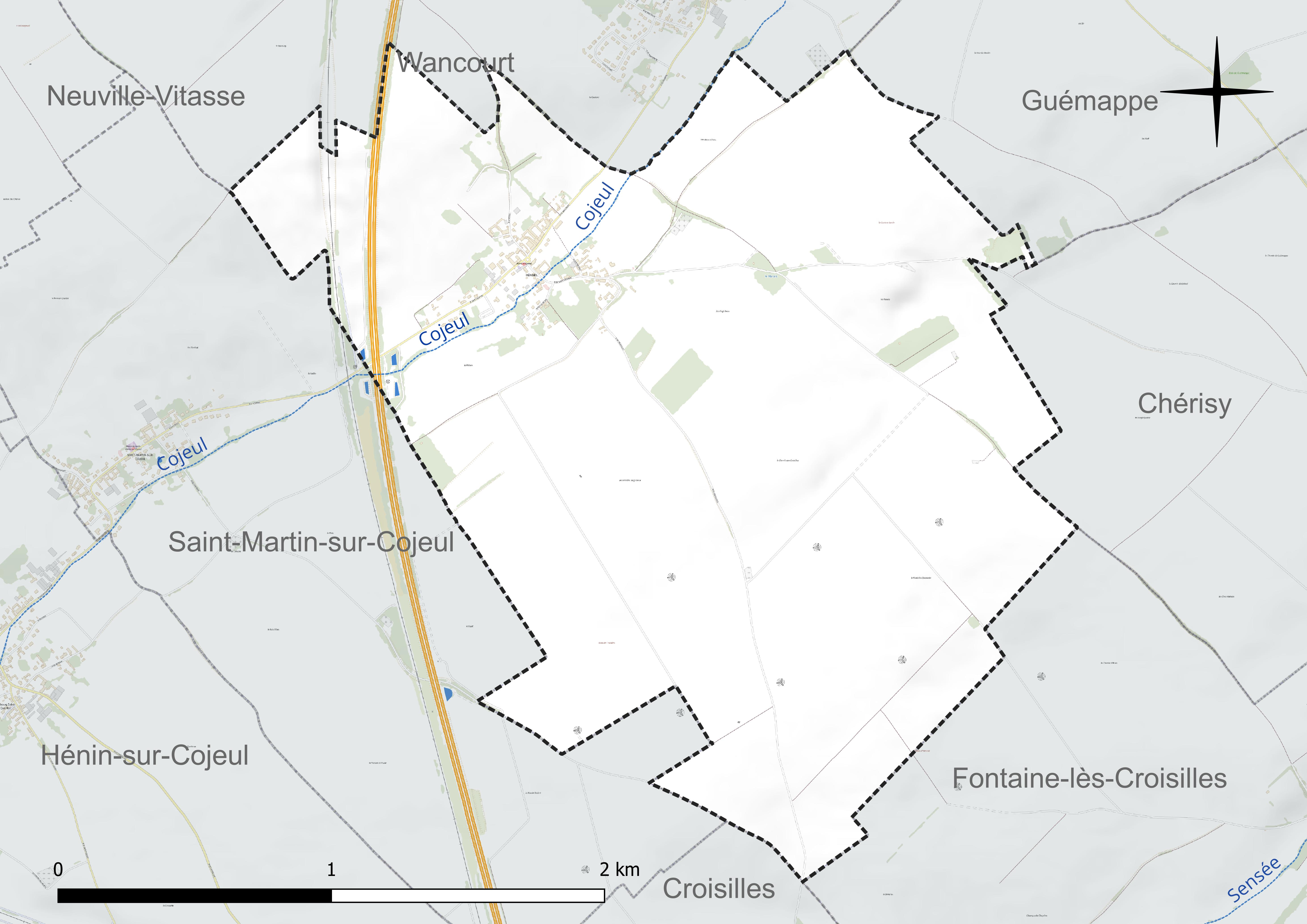
Réseau hydrographique d'Héninel.

### Paysages
Pour un article plus général, voir Paysage en France.
La commune est située dans le paysage régional des grands plateaux artésiens et cambrésiens tel que défini dans l’atlas des paysages de la région Nord-Pas-de-Calais, conçu par la direction régionale de l'Environnement, de l'Aménagement et du Logement (DREAL),. Ce paysage régional, qui concerne 238 communes, est dominé par les « grandes cultures » de céréales et de betteraves industrielles qui représentent 70 % de la surface agricole utilisée (SAU).

### Climat
Pour des articles plus généraux, voir Climat des Hauts-de-France et Climat du Pas-de-Calais.
En 2010, le climat de la commune est de type climat océanique dégradé des plaines du Centre et du Nord, selon une étude du CNRS s'appuyant sur une série de données couvrant la période 1971-2000. En 2020, Météo-France publie une typologie des climats de la France métropolitaine dans laquelle la commune est exposée à un climat océanique et est dans la région climatique Nord-est du bassin Parisien, caractérisée par un ensoleillement médiocre, une pluviométrie moyenne régulièrement répartie au cours de l’année et un hiver froid (3 °C).
Pour la période 1971-2000, la température annuelle moyenne est de 10,5 °C, avec une amplitude thermique annuelle de 14,4 °C. Le cumul annuel moyen de précipitations est de 740 mm, avec 12,6 jours de précipitations en janvier et 8,7 jours en juillet. Pour la période 1991-2020, la température moyenne annuelle observée sur la station météorologique la plus proche, située sur la commune de Wancourt à 1 km à vol d'oiseau, est de 10,8 °C et le cumul annuel moyen de précipitations est de 711,4 mm,. Pour l'avenir, les paramètres climatiques de la commune estimés pour 2050 selon différents scénarios d'émission de gaz à effet de serre sont consultables sur un site dédié publié par Météo-France en novembre 2022.
| Mois                                  | jan.             | fév.             | mars          | avril         | mai             | juin           | jui.          | août          | sep.          | oct.          | nov.            | déc.             | année      |
| ------------------------------------- | ---------------- | ---------------- | ------------- | ------------- | --------------- | -------------- | ------------- | ------------- | ------------- | ------------- | --------------- | ---------------- | ---------- |
| Température minimale moyenne (°C)     | 1,3              | 1,4              | 3,4           | 5,1           | 8,4             | 11,2           | 13,1          | 13,1          | 10,7          | 7,9           | 4,4             | 1,9              | 6,8        |
| Température moyenne (°C)              | 3,8              | 4,3              | 7,2           | 10            | 13,3            | 16,2           | 18,4          | 18,4          | 15,4          | 11,5          | 7,2             | 4,3              | 10,8       |
| Température maximale moyenne (°C)     | 6,2              | 7,2              | 11            | 14,9          | 18,1            | 21,2           | 23,6          | 23,7          | 20,1          | 15,2          | 9,9             | 6,7              | 14,8       |
| Record de froid (°C) date du record   | −14,1 12.01.1987 | −13,3 07.02.1991 | −9,4 13.03.13 | −4,4 20.04.17 | −1,3 07.05.1997 | 2,3 05.06.1991 | 5,1 31.07.15  | 4,4 02.08.15  | 0,5 30.09.18  | −4 24.10.03   | −8,6 24.11.1998 | −12,8 29.12.1996 | −14,1 1987 |
| Record de chaleur (°C) date du record | 14,9 09.01.15    | 18,2 26.02.19    | 24,3 31.03.21 | 26,8 20.04.18 | 30,5 12.05.1998 | 34,4 18.06.22  | 41,7 25.07.19 | 37,6 06.08.03 | 34,6 15.09.20 | 29,3 01.10.11 | 19,9 07.11.15   | 16,1 07.12.00    | 41,7 2019  |
| Précipitations (mm)                   | 56,7             | 48,7             | 50,2          | 42,7          | 61              | 60,9           | 64,9          | 62,9          | 57,6          | 65,4          | 64              | 76,4             | 711,4      |

### Milieux naturels et biodiversité

#### Espèces faunistiques et floristiques
Le site de l’Inventaire national du patrimoine naturel (INPN) recense plusieurs espèces faunistiques et floristiques sur le territoire de la commune dont certaines sont protégées et d’autres menacées et quasi-menacées.

## Urbanisme

### Typologie
Au 1er janvier 2024, Héninel est catégorisée commune rurale à habitat dispersé, selon la nouvelle grille communale de densité à sept niveaux définie par l'Insee en 2022.
Elle est située hors unité urbaine. Par ailleurs la commune fait partie de l'aire d'attraction d'Arras, dont elle est une commune de la couronne,. Cette aire, qui regroupe 163 communes, est catégorisée dans les aires de 50 000 à moins de 200 000 habitants,.

### Occupation des sols
L'occupation des sols de la commune, telle qu'elle ressort de la base de données européenne d’occupation biophysique des sols Corine Land Cover (CLC), est marquée par l'importance des territoires agricoles (98,9 % en 2018), en diminution par rapport à 1990 (100 %). La répartition détaillée en 2018 est la suivante : 
terres arables (88,2 %), prairies (10,7 %), zones industrielles ou commerciales et réseaux de communication (1,1 %). L'évolution de l’occupation des sols de la commune et de ses infrastructures peut être observée sur les différentes représentations cartographiques du territoire : la carte de Cassini (XVIIIe siècle), la carte d'état-major (1820-1866) et les cartes ou photos aériennes de l'IGN pour la période actuelle (1950 à aujourd'hui).

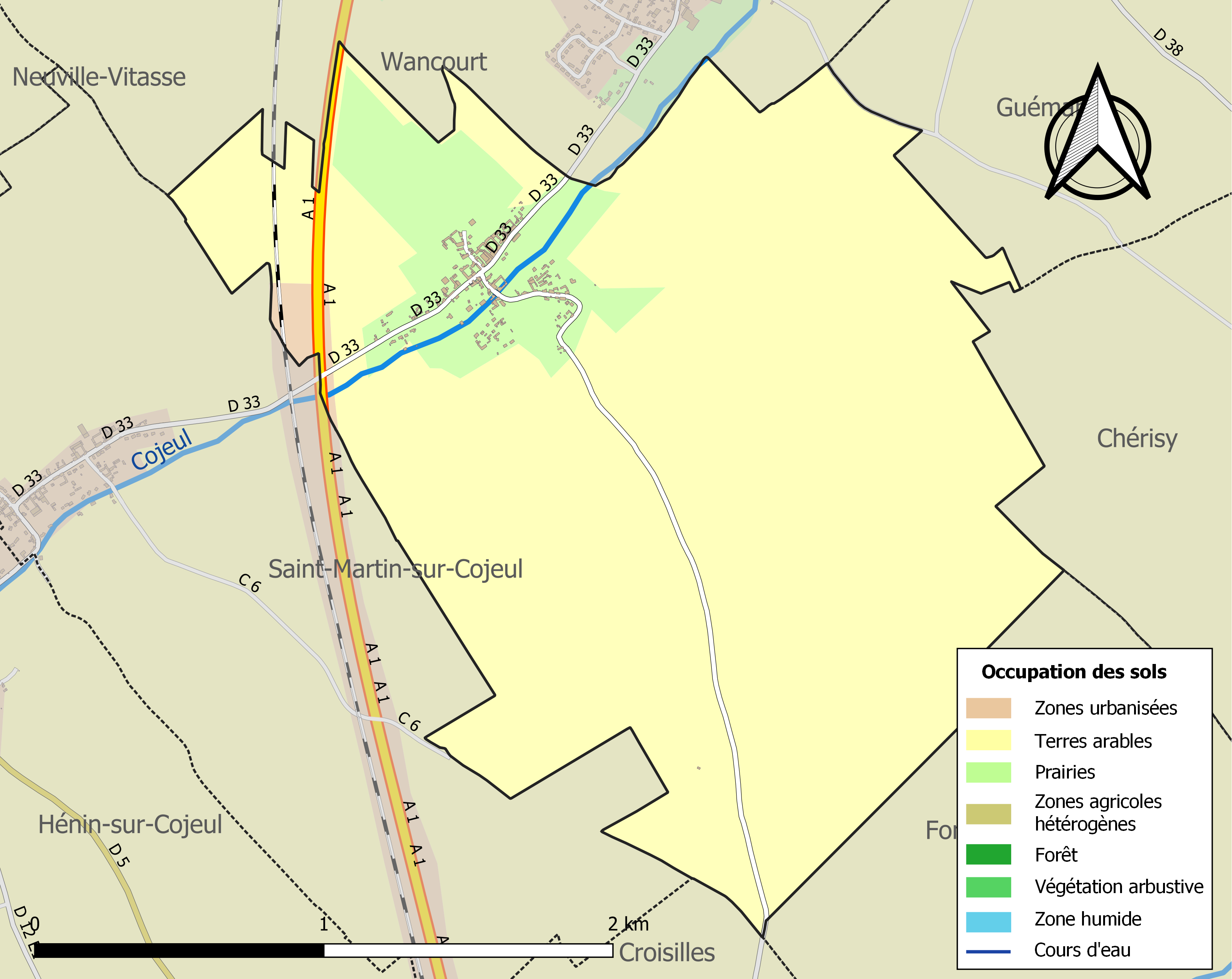
Carte des infrastructures et de l'occupation des sols de la commune en 2018 (CLC).

## Toponymie
Le nom de la localité est attesté sous les formes Henninel dès 1081 dans les chartes de la collégiale Saint-Amé ; Villa que ab Henninio Henninellus dicitur (cart. de Saint-Vaast, p. 262) et Henninellæ au XIIe siècle (Ricouart, p. 142) ; Héninel en 1281 (chap. d’Arr., c. Mi-Pa) ; Hanninel en 1284 (ch. d’Art., A. 122) ; Hereninel en 1296 (ch. d’Art., A. 60, f° 97 r°) ; Hennuel (Arch. nat., J. 1003, f° 5 v°) et Henniel en 1469 (Arch. nat., J. 1003, f° 10 r°) ; Henninel super Cageul en 1507 (obit. Atrebat., f° 181 r°), la commune est située dans la vallée du Cojeul. Elle figure sur la carte de Cassini avec l'orthographe Heninelle au XVIIIe siècle.

## Histoire
La légende veut que saint Germain d'Auxerre, sur sa route vers la Grande-Bretagne, s'arrêta à Héninel vers l'an 430. Une chapelle est érigée là où il s'est arrêté. Saint patron du village, qui a donné son nom à l'église et à l'artère principale de la commune, il fait l'objet d'une procession religieuse commémorative tous les ans, au premier dimanche d'août (saint Germain d'Auxerre est fêté le 31 juillet). L'église lui était déjà consacrée en 1789.

### Première Guerre mondiale
Le village est pris lors de l'offensive allemande d'août/septembre 1914 lors de la course à la mer qui a été stoppée à Arras en octobre 1914. Héninel est alors le théâtre de combats intenses durant la guerre de tranchées qui a suivi pendant près de trois ans et qui a provoqué la destruction totale des bâtiments. Des avant-postes de la ligne Hindenburg, cordon défensif de plus de 160 km sur 7 à 10 km de profondeur, sont construits durant l'hiver 1916-1917 sur le territoire d'Héninel. Ils surplombent la vallée du Cojeul et se répartissent sur les premières crêtes (lignes de cote des 100m), barrant la progression vers le Sud-Est. De nos jours de nombreux blockhaus sont toujours visibles. En février 1917, sous la poussée alliée, les Allemands se retirent sur cette ligne qu'ils vont défendre âprement jusque fin juin.
Le 12 avril 1917, lors de la bataille d'Arras débutée le 9 avril, Héninel est repris au milieu d'une tempête de neige par les 12e, 50e et 56e divisions britanniques (corps expéditionnaire britannique du général Haig) qui avancent vers l'Est, en prenant Monchy-le-Preux et Croisilles, points hauts du secteur (voir le Bullecourt 1917 - Musée Jean et Denise Letaille). Une série d'offensives et de contre-offensives meurtrières s'ensuivent, le village limitrophe de Guémappe n'étant conquis que le 23 avril.
Heninel demeure de justesse aux mains des forces britanniques lors de la grande offensive allemande du printemps 1918 (offensive du Printemps) qui perce les lignes alliées quelques kilomètres plus au sud et permet aux Allemands une avancée de plus de 50 km (opération Michael). Néanmoins, le maintien des positions alliées devant Arras sous les assauts des troupes du général Ludendorff se fait au prix de pertes élevées. Au total, 160.000 soldats britanniques sont tués ou mis hors de combat lors de cette seule bataille.
Il faudra attendre août 1918 et l'offensive finale « des Cent-Jours » pour voir le secteur libéré des forces allemandes.
Sur le territoire communal, six cimetières britanniques (Bootham cemetery, Heninel-Croisilles road cemetery, Heninel communal cemetery extension, Rookery british cemetery, Cuckoo passage cemetery, Cherisy road east cemetery) abritent les dépouilles de 823 soldats du Commonwealth tombés durant la Première Guerre mondiale, essentiellement en avril 1917 et de 11 soldats allemands (le Heninel-Croisilles road cemetery étant repris par les forces allemandes entre avril et août 1918).
La commune est décorée de la croix de guerre 1914-1918 par décret du 23 septembre 1920, distinction également attribuée à 276 autres communes du Pas-de-Calais.

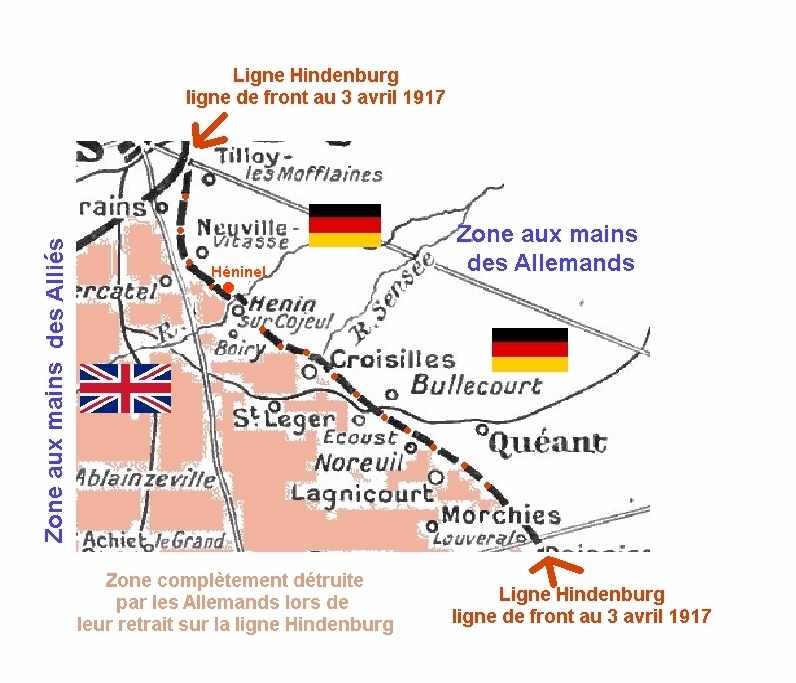
La carte montre qu'Héninel est restée sur la ligne de front de mars 1917 à août 1918.
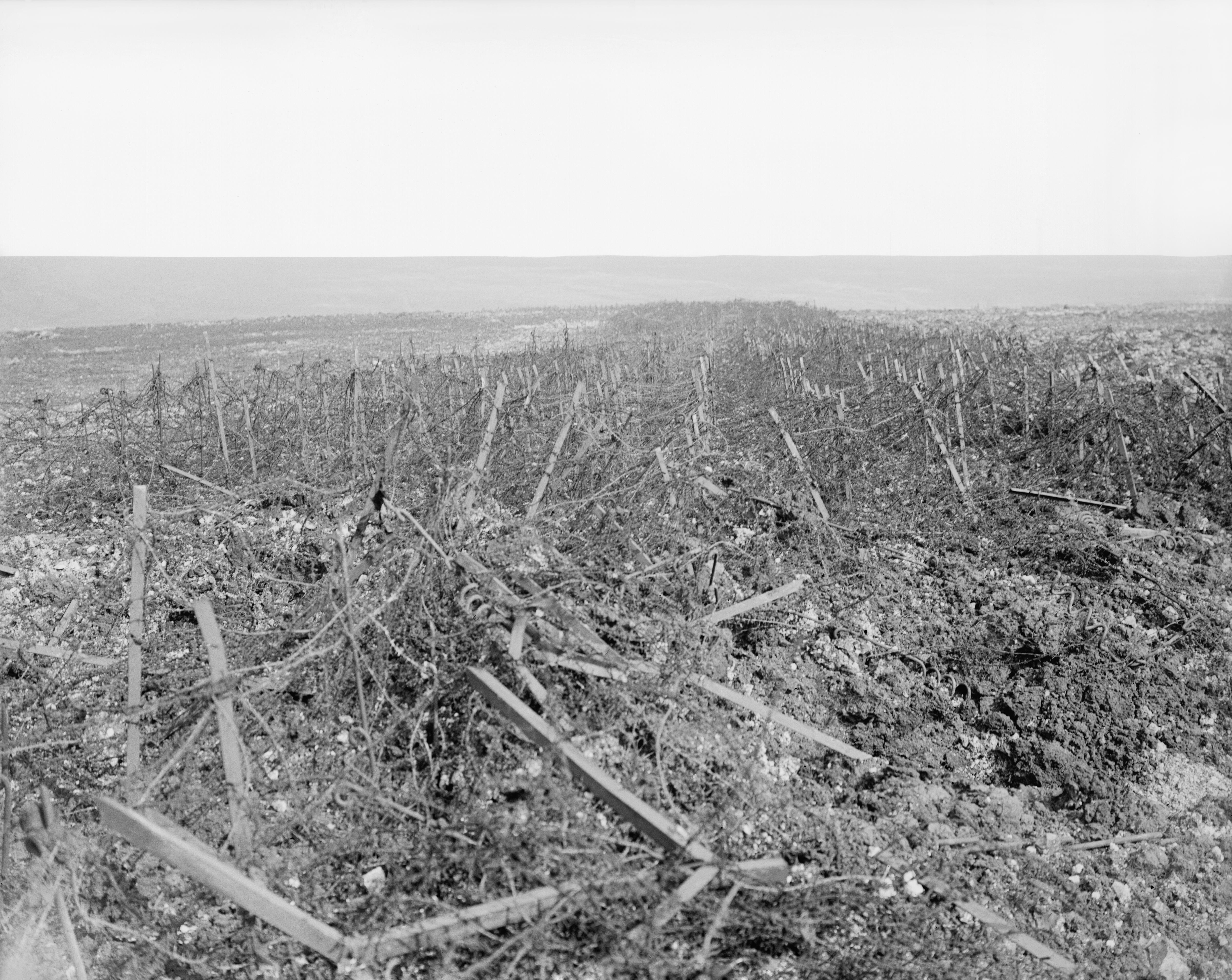
La Ligne Hindenburg à Héninel, champs de barbelés infranchissables.
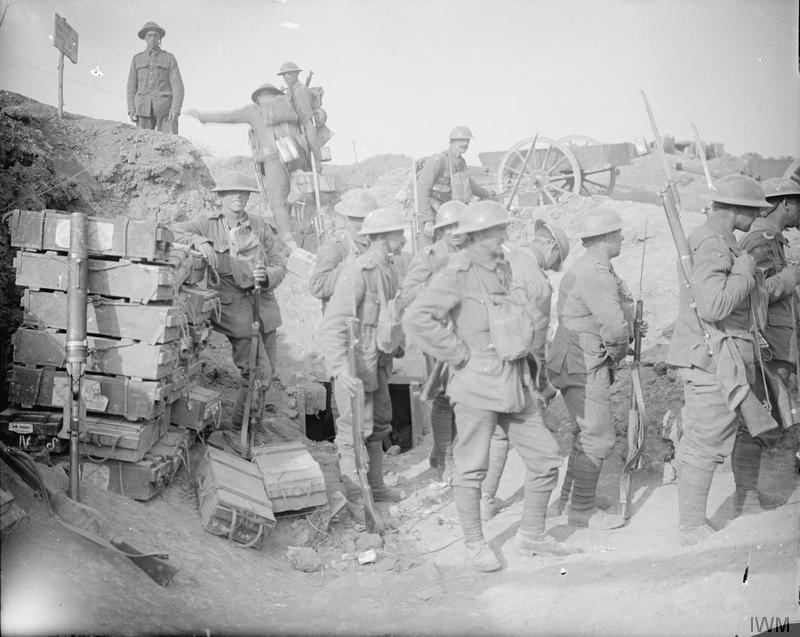
Soldats britanniques à Héninel le 3 mai 1917.
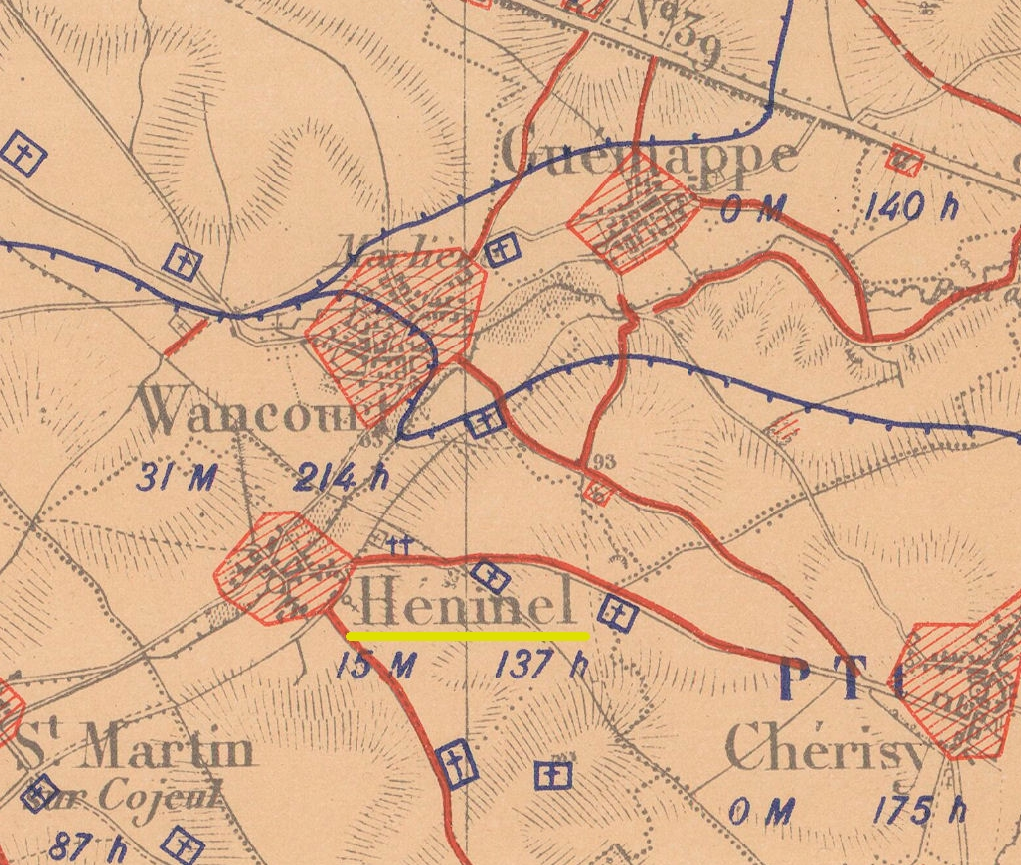
La carte des régions dévastées de 1920 montre que le village est complètement détruit.

## Politique et administration

### Découpage territorial
La commune se trouve dans l'arrondissement d'Arras du département du Pas-de-Calais.

#### Commune et intercommunalités
La commune est membre de la communauté urbaine d'Arras.

#### Circonscriptions administratives
La commune est rattachée au canton d'Arras-3.

#### Circonscriptions électorales
Pour l'élection des députés, la commune fait partie de la première circonscription du Pas-de-Calais.

### Élections municipales et communautaires

#### Liste des maires
| Période                                  | Période                    | Identité            | Étiquette | Qualité                                              |
| ---------------------------------------- | -------------------------- | ------------------- | --------- | ---------------------------------------------------- |
| Les données manquantes sont à compléter. |                            |                     |           |                                                      |
| mai 1953                                 | mai 1983                   | Jacques Fournier    | Droite    |                                                      |
| mai 1983                                 | 2022                       | Jean-Marie Fournier | Droite    | Agriculteur retraité Réélu pour le mandat 2014-2020, |
| 25 mai 2020                              | En cours (au 22 mars 2022) | Claude Lecornet     |           | Ancien cadre,                                        |

## Population et société

### Démographie
Les habitants de la commune sont appelés les Héninellois.

#### Évolution démographique
L'évolution du nombre d'habitants est connue à travers les recensements de la population effectués dans la commune depuis 1793. Pour les communes de moins de 10 000 habitants, une enquête de recensement portant sur toute la population est réalisée tous les cinq ans, les populations de référence des années intermédiaires étant quant à elles estimées par interpolation ou extrapolation. Pour la commune, le premier recensement exhaustif entrant dans le cadre du nouveau dispositif a été réalisé en 2005.

En 2022, la commune comptait 188 habitants, en évolution de +3,87 % par rapport à 2016 (Pas-de-Calais : −0,72 %, France hors Mayotte : +2,11 %).
| 1793 | 1800 | 1806 | 1821 | 1831 | 1836 | 1841 | 1846 | 1851 |
| ---- | ---- | ---- | ---- | ---- | ---- | ---- | ---- | ---- |
| 188  | 204  | 216  | 245  | 279  | 274  | 292  | 261  | 218  |

| 1856 | 1861 | 1866 | 1872 | 1876 | 1881 | 1886 | 1891 | 1896 |
| ---- | ---- | ---- | ---- | ---- | ---- | ---- | ---- | ---- |
| 235  | 229  | 227  | 238  | 247  | 278  | 263  | 258  | 260  |

| 1901 | 1906 | 1911 | 1921 | 1926 | 1931 | 1936 | 1946 | 1954 |
| ---- | ---- | ---- | ---- | ---- | ---- | ---- | ---- | ---- |
| 241  | 258  | 244  | 200  | 186  | 201  | 212  | 192  | 208  |

| 1962 | 1968 | 1975 | 1982 | 1990 | 1999 | 2005 | 2006 | 2010 |
| ---- | ---- | ---- | ---- | ---- | ---- | ---- | ---- | ---- |
| 199  | 186  | 165  | 197  | 238  | 195  | 208  | 210  | 204  |

| 2015 | 2020 | 2022 | - | - | - | - | - | - |
| ---- | ---- | ---- | - | - | - | - | - | - |
| 184  | 186  | 188  | - | - | - | - | - | - |

center>

#### Pyramide des âges
En 2018, le taux de personnes d'un âge inférieur à 30 ans s'élève à 27,4 %, soit en dessous de la moyenne départementale (36,7 %). À l'inverse, le taux de personnes d'âge supérieur à 60 ans est de 33,3 % la même année, alors qu'il est de 24,9 % au niveau départemental.
En 2018, la commune comptait 87 hommes pour 93 femmes, soit un taux de 51,67 % de femmes, légèrement supérieur au taux départemental (51,50 %).
Les pyramides des âges de la commune et du département s'établissent comme suit.
| Hommes | Classe d’âge | Femmes |
| ------ | ------------ | ------ |
| 1,1    | 90 ou +      | 2,1    |
| 4,4    | 75-89 ans    | 10,4   |
| 27,8   | 60-74 ans    | 20,8   |
| 12,2   | 45-59 ans    | 17,7   |
| 26,7   | 30-44 ans    | 21,9   |
| 15,6   | 15-29 ans    | 15,6   |
| 12,2   | 0-14 ans     | 11,5   |

| Hommes | Classe d’âge | Femmes |
| ------ | ------------ | ------ |
| 0,5    | 90 ou +      | 1,6    |
| 5,6    | 75-89 ans    | 8,9    |
| 16,7   | 60-74 ans    | 18,1   |
| 20,2   | 45-59 ans    | 19,2   |
| 18,9   | 30-44 ans    | 18,1   |
| 18,2   | 15-29 ans    | 16,2   |
| 19,9   | 0-14 ans     | 17,9   |

## Économie

### Entreprises et commerces

#### Agriculture
La commune est dans l'« Artois », une petite région agricole dans le département du Pas-de-Calais. En 2020, l'orientation technico-économique de l'agriculture  sur la commune est l'exploitation de grandes cultures (hors céréales et oléo-protéagineux). 
|               | 1988 | 2000 | 2010 | 2020 |
| ------------- | ---- | ---- | ---- | ---- |
| Exploitations | 16   | 5    | 4    | 3    |
| SAU (ha)      | 423  | 281  | 229  | 262  |

Le nombre d'exploitations agricoles en activité et ayant leur siège dans la commune est passé de 16 lors du recensement agricole de 1988  à 5 en 2000 puis à 4 en 2010 et enfin à 3 en 2020, soit une baisse de 81 %. La surface agricole utilisée sur la commune a également diminué, passant de 423 ha en 1988 à 262 ha en 2020. Parallèlement la surface agricole utilisée moyenne par exploitation a augmenté, passant de 26 à 87 ha,.

## Culture locale et patrimoine

### Lieux et monuments
- L'église Saint-Germain.
- Le monument aux morts[41].

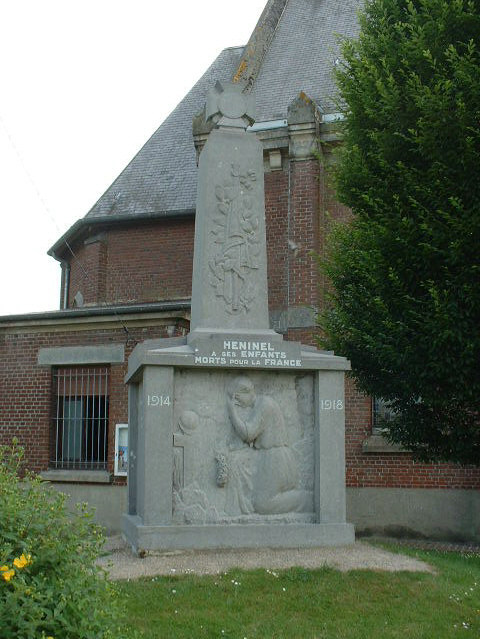
Le monument aux morts.

- Les six cimetières militaires britanniques  implantés sur le territoire de la commune :
  - Héninel-Croisilles Road Cemetery
  - Héninel Communal Cemetery Extension
  - Cuckoo Passage Cemetery
  - Rookery British Cemetery
  - Chérisy Road East Cemetery
  - Bootham Cemetery, Héninel

|  |  |  |  |  |  |

### Héraldique, logotype et devise
| Blason de Héninel | Blason  | D'or au cerf passant de sable ; vêtu de sinople. |
| Blason de Héninel | Détails | Le statut officiel du blason reste à déterminer. |

## Pour approfondir